# Pont d'Austerlitz
|  | Per a altres significats, vegeu «Viaducte d'Austerlitz». |

El pont d'Austerlitz és un pont parisenc sobre el riu Sena que uneix el XII Districte amb els Districtes V i XIII. No ha de ser confós amb el veí viaducte d'Austerlitz.

## Història
Entre 1802 i 1806 es va construir un primer pont. Era de ferro i va ser inaugurat el 1807. Obra de l'enginyer Becquey de Beaupré estava format per 5 arcs de 32 metres de llum cadascun que es recolzaven en quatre pilars i dos estreps de pedra.
El 1815, amb la caiguda del Primer Imperi el pont va deixar de commemorar amb el seu nom la batalla d'Austerlitz canviant el seu nom pel de Pont del Jardí del Rei (Pont du Jardin-du-Roi). Aquest nom es va mantenir fins a l'abdicació de Carles X el 1850, moment en què el pont va recuperar el seu antic nom.
El 1854, el pont va ser reconstruït a causa de l'aparició de perilloses esquerdes en la seva estructura. La seva amplària va passar a ser de 18 metres. Es va descartar el ferro com a material de construcció usant pedra per als arcs. L'únic que es va mantenir van ser els pilars originals.
Entre 1884 i 1885, el pont va patir la seva última transformació fins al moment. Va ser eixamplat de nou aconseguint els 30 metres d'amplària.
El pont és un dels escenaris dels Miserables de Victor Hugo.

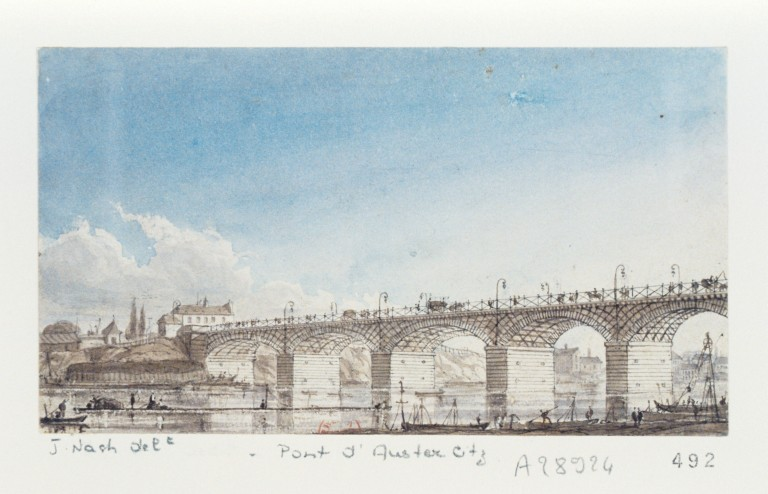
Pont d'Austerlitz, s.XIX

## Decoració
Els timpans del pont llueixen una abundant decoració. Inicialment es podia veure en ells les clàssiques N imperials envoltades d'àguiles pròpies del Segon Imperi. Posteriorment van ser substituïdes pels elements actuals que mostren un lleó envoltat d'armes i banderes en representació de la República.